# Conspinaria nigroapicalis
Conspinaria nigroapicalis är en stekelart som beskrevs av Long och Van Achterberg 2008. Conspinaria nigroapicalis ingår i släktet Conspinaria och familjen bracksteklar. Inga underarter finns listade i Catalogue of Life.